# Iwan Krawcow
Iwan Kondratjewicz Krawcow (ros. Иван Кондратьевич Кравцов, ur. 7 stycznia?/19 stycznia 1896 we wsi Czurowiczi w rejonie klimowskim w obwodzie briańskim, zm. 19 października 1964 pod Belgradem) – radziecki dowódca wojskowy, generał porucznik, Bohater Związku Radzieckiego (1945).

## Życiorys
Od 1915 w rosyjskiej armii, uczestniczył w I wojnie światowej jako podoficer. Od XII 1918 w Armii Czerwonej, brał udział w wojnie domowej jako dowódca drużyny, plutonu, pomocnik dowódcy i dowódca kompanii w 1 pułku 12 Armii; walczył na terytorium Ukrainy. Od X 1924 dowódca kompanii 132 pułku strzeleckiego Ukraińskiego Okręgu Wojskowego, w 1925 przyjęty do WKP(b). 1927 ukończył kijowską szkołę wojskową i został dowódcą kompanii 239 pułku strzeleckiego 80 Dywizji Strzeleckiej. Od 1929 studiował w Wojskowej Akademii im. Frunze w Moskwie, 1932 skończył kursy dowódców broni pancernej, po czym został szefem sztabu i cz.p.o. dowódcy 11 Pułku Zmechanizowanego Nadwołżańskiego i Białoruskiego Okręgu Wojskowego. Od I 1937 szef Wydziału I Sztabu 19 Brygady Zmechanizowanej Leningradzkiego Okręgu Wojskowego, IX 1937 aresztowany przez NKWD i poddany przesłuchaniom w związku z czystką w Armii Czerwonej, X 1939 zwolniony, po czym wysłany na kursy doskonalące dla dowódców jednostek pancernych Armii Czerwonej, następnie wykładał taktykę w szkole wojskowej. Od XI 1940 szef sztabu 40 Brygady Czołgów Lekkich, od III 1941 szef sztabu 21 Dywizji Pancernej z 10 Korpusu Zmechanizowanego Leningradzkiego Okręgu Wojskowego.
Po ataku Niemiec na ZSRR walczył pod Wyborgiem, 29 XII 1941 mianowany dowódcą 281 Dywizji Strzeleckiej. Od 10 XI 1942 generał major. 23 II - 13 III 1943 dowódca 198 Dywizji Strzeleckiej, następnie do 9 VI 1943 ponownie dowodził 281 Dywizją Strzelecką. Od VI 1943 słuchacz Wyższej Akademii Wojskowej im. Woroszyłowa, od 18 II 1944 dowódca 29 Gwardyjskiego Korpusu Strzeleckiego, brał udział w operacji nikopolsko-krzyworoskiej, biereznegowato-snigirewskiej i odeskiej, uczestnik zajęcia Mikołajowa i Odessy i sforsowania Dniestru przez Armię Czerwoną. Brał udział w uchwyceniu i utrzymaniu przyczółku k. Bender, od IV 1944 szef sztabu 8 Gwardyjskiej Armii, od 10 V 1944 dowódca 64 Korpusu Strzeleckiego, który brał udział w operacji jasko-kiszyniowskiej i belgradzkiej, walk podczas niemieckiej operacji Frühlingserwachen nad Balatonem oraz operacji wiedeńskiej. W nocy na 8 XI 1944 korpus sforsował Dunaj i przełamał obronę przeciwnika. 19 IV 1944 I. Krawcow został mianowany generałem porucznikiem, a 28 IV 1945 za wyróżnienie się w bojach, umiejętne dowodzenie korpusem przy przekraczaniu Dunaju, przełamanie silnie ufortyfikowanych pozycji obronnych przeciwnika oraz osobiste męstwo i odwagę został uhonorowany tytułem Bohatera ZSRR. Po wojnie nadal dowodził 64 Korpusem Strzeleckim, IV–X 1946 w dyspozycji Głównego Zarządu Kadr Armii Radzieckiej, od X 1946 dowódca 59 Korpusu Strzeleckiego, a od IV 1947 86 Korpusu Strzeleckiego. VII 1950 – VII 1951 na Wyższych Kursach Akademickich w Wyższej Akademii Wojskowej im. Woroszyłowa, które ukończył z wyróżnieniem. Od VIII 1951 dowódca 34 Gwardyjskiego Korpusu Strzeleckiego od IX 1956 generalny inspektor Inspekcji Wojsk Strzeleckich Głównej Inspekcji Ministerstwa Obrony ZSRR. Od V 1957 w rezerwie. Zginął w katastrofie samolotu Ił-18 jako członek delegacji wojskowej ZSRR na obchody 20 rocznicy wyzwolenia Belgradu. Pochowany na cmentarzu Nowodziewiczym.

## Odznaczenia
- Złota Gwiazda Bohatera ZSRR (1945)
- Order Lenina (dwukrotnie)
- Order Czerwonego Sztandaru (trzykrotnie)
- Order Kutuzowa II klasy (1944)
- Order Bohdana Chmielnickiego II klasy (1944)
- Order Czerwonej Gwiazdy
- Medal jubileuszowy „XX lat Robotniczo-Chłopskiej Armii Czerwonej”
- Medal „Za zwycięstwo nad Niemcami w Wielkiej Wojnie Ojczyźnianej 1941–1945”

Medale ZSRR i ordery zagraniczne.